# Paectes sabulosa
Paectes sabulosa là một loài bướm đêm trong họ Noctuidae.